# زورخانه زواره
زورخانه زواره (zavareh gymnasium) در آب انبار قدیمی شهر زواره که قدمتی نزدیک به ۴۰۰ سال دارد، با زیر بنای ۳۶۰ مترمربع در سال ۱۳۹۴ ساخته شده‌است.

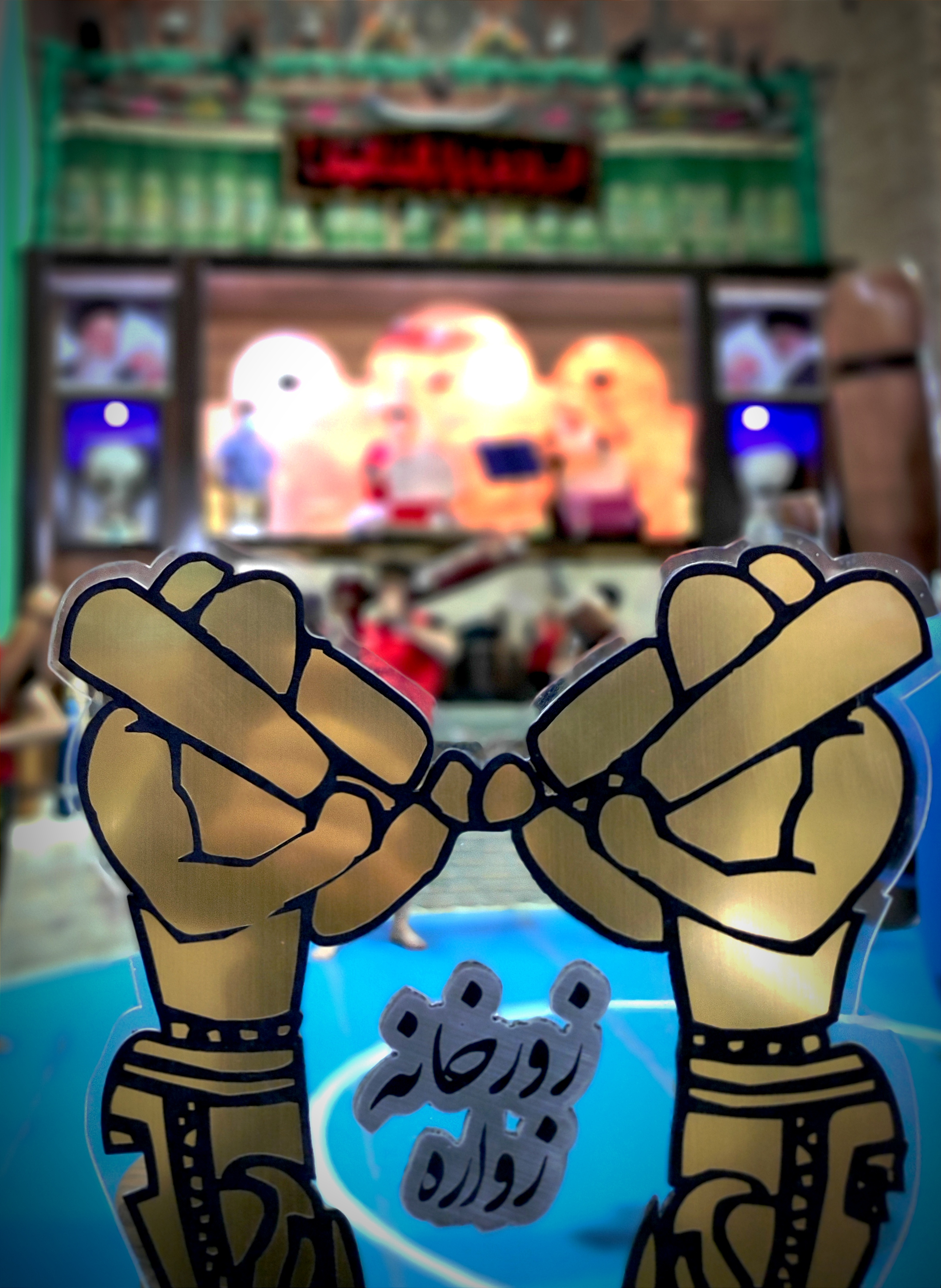
نام کامل : زورخانه زواره /// محل : زواره - اصفهان /// تاسیس : 1394 /// مساحت : 360متر مربع /// گنجایش : حدود 100 نفر

## تاریخچه
شهر زواره که هم نام برادر رستم فرخزاد پهلوان نامی شاهنامه فردوسی است، فاقد زورخانه بود و توسط شهرداری آب انبار تبدیل به زورخانه شد.
با توجه به قدمت آب انبار و قدمت ورزش زورخانه‌ای و نام شهر، این زورخانه به یک جاذبه توریستی تبدیل شده‌است.
در سال 1394 و همزمان با ولادت حضرت علی و به همت جوانان شهر زواره این مکان ارزشمند تاسیس شد و هم اکنون مقصد بسیاری از علاقمندان به ورزش زورخانه ای می باشد.

## برنامه ورزش
برنامه ورزش به صورت پاره وقت و در روز های یکشنبه،سه شنبه و پنجشنبه منعقد میباشد
ساعات ورزش در شش ماهه اول سال : ۲۰:۰۰ الی ۲۲:۰۰
ساعت ورزش در شش ماهه دوم سال : ۱۹:۰۰ الی ۲۱:۰۰

آدرس صفحه مجازی مجموعه در اینستاگرام : زورخانه زواره, صفحه رسمی زورخانه در اینستاگرام 

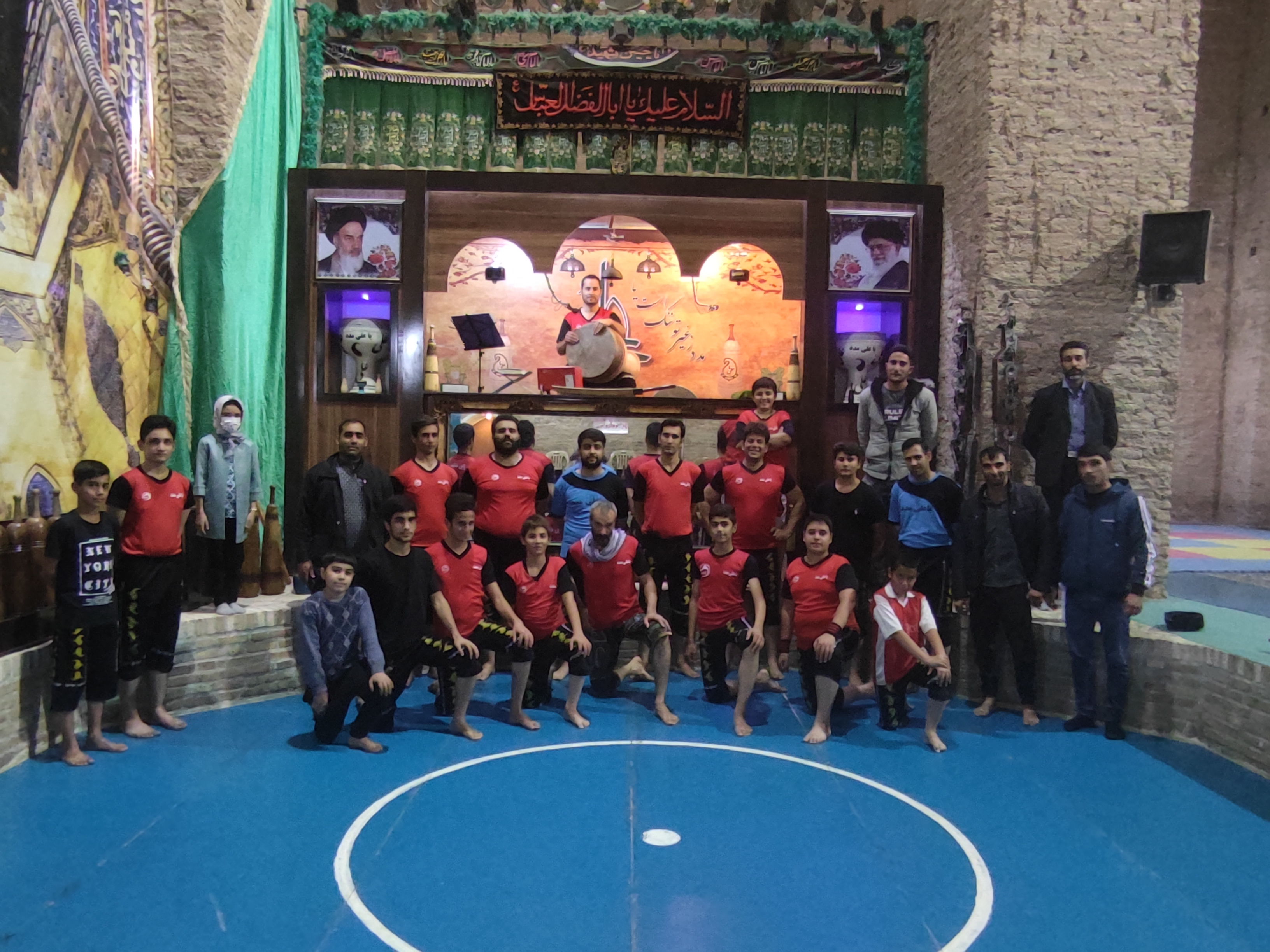
تصویر در سال 1400

## مراحل و وسایل ورزش
این زورخانه همانند تمامی زورخانه های ایران دارای مراحل یکسانی هست که به ترتیب عبارت اند از :
- ورود به گود
- سنگ گرفتن
- شنو رفتن
- نرمش پشت تخته شنو
- میل زدن
- پا زدن
- کباده کشی
- دعا کردن

همچنین اجزای زورخانه و ابزار مورد استفاده عبارت اند از :
- کباده
- تخته شنو
- میل
- سر دم
- زنگ
- کباده
- تنکه ( شلوارک )

## جستار های وابسته
- زواره
- ورزش زورخانه ای